# Мишо, Людвиг Францевич
Людвиг Францевич Мишо (фр. Michaud; ?—1821) — русский военачальник, генерал-майор.

## Биография
Был подполковник и полковником Инженерного корпуса, флигель-адъютантом.

## Награды
- Награждён орденами Св. Георгия 4-й степени (№ 2619; 4 августа 1813) и 3-й степени (№ 289, 26 апреля 1813) — «В воздаяние отличных подвигов мужества, храбрости и распорядительности, оказанных против французских войск при осаде крепости Торна с 27-го марта по 6-е апреля».
- Также был награждён другими орденами Российской империи.